# 행위자 기반 모형
행위자 기반 모형(Agent-based model, ABM)은 소비자, 주식 시장 등 복잡한 거시적 현상을 미시적 행위자의 상호작용으로 설명하기 위해 제안된 모형이다.
에이전트 기반 모델링의 한 예로 P&G가 있는데, 변화하는 경영환경에 대응하여 공급사슬상의 다른 구성원들간의 관계를 개선하기 위해 에이전트 기반 모델링을 사용하였다.

## 같이 보기
- 복잡계
- 전산사회학
- 라이프 게임
- 창발
- 진화 알고리즘
- 인터넷 봇
- 다중 에이전트 시스템
- 소프트웨어 에이전트